# Helene Böhlau
Helene Böhlau (Weimar, 22 de novembre de 1859 – Augsburg, 26 de març de 1940) va ser una escriptora alemanya famosa per les seves obres, on descriu la societat de l'època de la República de Weimar.

## Biografia
Filla del llibreter i editor Hermann Böhlau i la seva dona Therese, Helena va dedicar-se a la literatura ben aviat. Va gaudir d'una acurada educació i per ampliar els seus horitzons intel·lectuals va ser enviada a l'estranger. Ben jove va viatjar cap a Constantinoble, on va conèixer l'arquitecte i erudit Friedrich Arnd, i tots dos es van enamorar. Molt més gran que ella i pare de família, Arnd, per a poder casar-se amb ella, es va convertir del judaisme a l'islam, religió que permet tenir més d'una dona alhora, i va adoptar el nom d'Omar al Raschid Bey. Després del casament, el 1886, la parella va viure a Constantinoble durant un any i, després del divorci de la seva primera esposa, a Múnic. Helene Böhlau va continuar publicant amb el seu nom de soltera, tot i que de vegades amb l'afegit «Senyora al Raschid Bey».
En morir el seu marit el 1911, Helene Böhlau va viure a Ingolstadt, Widdersberg i Augsburg, on va morir. Va tenir un fill, Omar Hermann, nascut el 1895.

## Obra
Helene Böhlau va ser una de les escriptores més importants en la seva època. Va rebre el premi de la Fundació Schiller. El 1901, Max Lesser, juntament amb Gerhart Hauptmann, Hugo von Hofmannsthal i Peter Altenberg, la van nomenar l'escriptora contemporània més important de parla alemanya.
Böhlau va escriure diferents volums, en què descriu la societat de Weimar a l'època de Goethe i el seu cercle artístic. El primer volum es publica l'any 1888, anomenat Ratsmädelgeschichten ('Història de les filles del conseller'). L'èxit de l'obra va fer que el 1897 publiqués Neue Ratsmädelgeschichten, on parla de la vida entremaliada de Röse (àvia de l'autora) i Marie, filles del conseller Kirsten, en temps de les guerres napoleòniques. També hi apareixen com a personatges el pintor Franz Horny (1798-1826), Ernst Schiller, la família Schopenhauer, el duc Carles August de Saxònia-Weimar-Eisenach i Goethe. Va escriure igualment novel·les de caràcter social i en defensa de l'emancipació de la dona. La seva millor obra seria Der Rangierbahnhof ('L'estació de maniobres'). Totes elles tenen un gran valor documental.